# Earth, Wind & Fire
Az Earth, Wind & Fire egy amerikai R&B együttes Chicagóból. Az együttest 1971-ben alapították. Egyik legnagyobb sikert hozó albumuk az 1975-ben megjelent That’s the Way of the World, amely szerepel az 1001 lemez, amit hallanod kell, mielőtt meghalsz című könyvben. A zenekar zenéje több stílusba sorolható: jazz, rock, pop, funk, dance, R&B, disco, rock-'n'-roll, smooth soul, gospel, pszichedélia, blues, folk. Maurice White, az együttes alapítója, 2016-ban elhunyt.
2023-ban, röviddel a 68. születésnapja előtt elhunyt Fred White, az együttes dobosa. 
Az együttes egyike a leginnovatívabb és legsikeresebb zenekaroknak. A Rolling Stone szerint a zenekar "megváltoztatta a fekete emberek által játszott popzenét". A VH1 is az egyik legjobb együttesnek nevezte őket.

## Diszkográfia
- Earth, Wind & Fire (1971)
- The Need of Love (1971)
- Last Days and Time (1972)
- Head to the Sky (1973)
- Open Our Eyes (1974)
- That’s the Way of the World (1975)
- Spirit (1976)
- All 'n All (1977)
- I Am (1979)
- Faces (1980)
- Raise! (1981)
- Powerlight (1983)
- Electric Universe (1983)
- Touch the World (1987)
- Heritage (1990)
- Millennium (1993)
- In the Name of Love (1997)
- The Promise (2003)
- Ilumination (2005)
- Now, Then & Forever (2013)
- Holiday (2014)

## Fordítás
- Ez a szócikk részben vagy egészben  az   Earth, Wind & Fire című angol Wikipédia-szócikk fordításán alapul.  Az eredeti cikk szerkesztőit annak laptörténete sorolja fel. Ez a jelzés csupán a megfogalmazás eredetét és a szerzői jogokat jelzi, nem szolgál a cikkben szereplő információk forrásmegjelöléseként.